# Guerra santa
La guerra santa és una guerra justificada per raons religioses, que els seus promotors qualifiquen com a guerra estimada per Déu i que condueix a la salvació eterna els seus executants. En són exemples clàssics les croades o les guerres catòliques contra les considerades heretgies càtars, protestants, etc. La guerra civil espanyola va ser declarada croada per Pius XII i així se la va denominar oficialment durant l'època franquista. En l'àmbit islàmic, molts conflictes actuals són qualificats de guerra santa (gihad) pels seus actors, així com les accions terroristes de caràcter islamista.

## Concepte en les diferents religions
El concepte de guerra santa pot rastrejar-se en el cristianisme a través de la formulació del concepte o doctrina de la guerra justa per Agustí d'Hipona en la seva cèlebre obra Civitate Dei, que és continuada per altres autors al llarg de l'Edat mitjana, com Tomàs d'Aquino (Summa Teològica, II-II Qu. 40.) A propòsit de la frase de l'Evangeli de Lluc «i va dir l'amo al criat: surt als camins i als tancats, i obliga a entrar, perquè s'ompli casa meva» (Lluc, 14, 23), Agustí comenta (a la Rèplica a Gaudenci) que si els heretges, els cismàtics (i pel context també membres d'altres religions, jueus o pagans) no volen comprendre les belleses i veritats del cristianisme, caldrà decidir-se a fer-los la guerra.
En l'islam també existeix la idea des dels primers temps. A Medina, entre els anys 624-630 hi ha una glorificació de les ràtzies i, en paral·lel, en la revelació alcorànica hi ha la seva justificació i reglamentació: l'Alcorà, encara que no ho formula d'una manera específica, ja que el concepte de gihad, que sol traduir-se (impròpiament, segons el parer d'alguns) com a 'guerra santa', és en realitat molt més ampli, inclou també l'acció violenta. D'acord amb l'Alcorà, la guerra santa ha de ser en principi defensiva:
| «                    | Combatre en el camí de Déu a qui us combaten, però no sigueu els agressors. Déu no estima els agressors. Mateu-los on els trobeu, expulseu-los d'on us van expulsar. | » |
| — Alcorà, 2, 186-187 | |   |

No obstant això, en una altra sura s'hi diu:
| «                  | Que combatin en el camí d'Al·là els qui transformen la vida immediata per la vida darrera. A aquells qui, en combatre en els camins d'Al·là són morts o són vencedors, nosaltres els donarem una retribució immensa. | » |
| — Alcorà, 4, 76/74 | |   |

Defensiva o no, l'obligació de la guerra santa és en qualsevol cas un tema recurrent en l'Alcorà i ocupa aproximadament uns 250 dels 6.235 versets. Un aspecte rellevant de l'islam, encara que subjecte també a interpretacions, és que divideix el món en dar al-Islam ("la casa de l'islam"), on habiten els creients, i dar al-Harb ("la casa de la guerra"), que seria la residència dels infidels. Aquestes dues "cases" estarien en guerra santa permanent, suspesa només per treves tàctiques. No obstant això, sempre estaran enfrontades fins que tot l'orbe es converteixi en dar al-Islam i els fidels d'altres religions siguin, en el millor dels casos, tolerats i sotmesos en qualitat de dhimmis.
Altres religions com el judaisme i el sikhisme també inclouen entre la seva doctrina el concepte de guerra santa.